# ビクトル・チーホノフ (1988年生)
ビクトル・チーホノフ（英語: Viktor Tikhonov、1988年5月12日生まれ）は、ソビエト連邦生まれの元プロアイスホッケー選手。ポジションはライト・ウィンガー。

## 海外を転々とした少年時代
ビクトルの名前は元アイスホッケーソ連代表のヘッドコーチだった祖父、ビクトル・チーホノフ (1930年生)にちなんでいる。父親のワシーリー・チーホノフもアイスホッケーのコーチだった。
1988年ラトビアがまだソ連だった時代に、父のワシーリーがアイスホッケークラブであるディナモ・リガのコーチをしていたラトビアのリガでで生まれた。　ビクトルが1歳の時にチーホノフ一家はフィンランドに移り、父ワシーリーはフィンランドのアイスホッケークラブであるエッセートのコーチになった。  ビクトルが3歳の時、祖父からアイスホッケー靴をプレゼントしてもらい、アイスホッケーを始める。
1992年、5歳の時に父ワシーリーはNHLに招かれ、カリフォルニアでサンノゼ・シャークスの監督補佐になった。　1999年までチーホノフ一家はアメリカ合衆国で暮らし、ビクトルはサンタ・クララの少年チームで本格的にアイスホッケーを始める。　シャークスの試合を観戦するうちにビクトルはいつかNHLでプレーしたいと思うようになった。
2002年、12歳の時に父ワシーリーはフィンランドのアイスホッケークラブであるルッコからオファーを受け、チーホノフ一家は再度フィンランドに移住。ビクトルもルッコの少年チームでプレーをした。2年後にワシーリーはスイスのアイスホッケークラブであるランガウに招かれ、一家はスイスに移り住む。　ビクトルはランガウの少年チームに加入し、14歳の時にスイスの全国少年アイスホッケー大会で優勝そた。
15歳の時にビクトルは初めてロシアの土を踏んだ。　父ワシーリーは祖父のビクトル・チーホノフとHC CSKAモスクワのコーチを率い、孫のビクトルもCSKAのホッケースクールに加入。後にビクトルはワシーリーと相談して、CSKA以外のクラブでシニアのキャリアを重ねることを決める。この決定について後にビクトルは、
「自分が祖父(ビクトル・チーホノフ (1930年生))に登用されていると思われるだろう、だからセーヴェルスタルに入った。そのことは後悔していない」と述べていた。

## 三重国籍
アメリカ合衆国、フィンランド、スイスのクラブでプレーしていたときにそれぞれの国の代表チームに召集を受けていた。ビクトル自身は、「（ソ連代表の監督だった）祖父がいるのにロシア以外の代表チームでプレーするなんて考えたことがない」と後に話している。
ビクトルは出身地であるラトビアと、アメリカ合衆国のパスポートも保有しており、ロシアと合わせて3カ国の国籍を持っている。

## 国際大会の成績
2008年にU20世界選手権で銅メダルを獲得。ビクトルは7試合で5ゴール2アシストを決めて大会のベストフォワードに選ばれた。 
2014年にソチオリンピックに出場したが、プレー時間はあまりなかった。
同年にミンスクで開かれた世界選手権でビクトルは第1ラインで出場。ロシアは優勝し、ビクトルは10試合で16ポイント（8ゴール8アシスト）を決めて大会のベストフォワード、ベストスコアラーー、ベストゴールスコアラーに選ばれた。　,  , 

## クラブの成績
NHLとAHLではプレーオフに進出することができなかったが、KHLのSKAサンクトペテルブルグに移籍してからはプレーオフに4年連続で出場。2012年と2013年には西部コンファレンスの決勝まで進むものの、2年連続でHC ディナモ・モスクワに阻まれてガガーリン・カップ決勝に進むことができなかった。, 
2014年-2015年シーズンはクラブは定期試合をリーグ全体の2位で終えプレーオフに進出。西部コンファレンスの第1ラウンドではトルペード・ニージニーノブゴロドを4勝1敗で退け、
第2ラウンドでは2年連続でガガーリン・カップ決勝進出を阻まれた因縁のディナモ・モスクワと対戦する。このシーズンの定期試合でSKAとディナモは4回対戦し、4回ともディナモが勝利していた。　だがSKAは4勝1敗でディナモを破り、西部コンファレンスの決勝に進出。定期試合1位のHC CSKAモスクワと対戦する。
最初の3試合をSKAは0-3、延長1-3、1-3でCSKAに敗れ、あと1敗でプレーオフ敗退の危機に陥った。　だがここからSKAの反撃が始まる。第4戦を4-1、第5戦を6-2、第6戦を延長2-1でCSKAを破り、ガガーリン・カップ決勝進出を決める第7戦にもつれ込む。SKAは第1ピリオドで先制ゴールを決め、第2ピリオドでも追加点を決めて2-0とリードするが、CSKAも2得点を決めて2-2の同点に追いつく。　第3ピリオド51分にSKAのパトリック・トレッセンが勝ち越しゴールを決めるとCSKAは追いつくことができず、SKAは0勝3敗からの大逆転でついにガガーリン・カップの決勝進出を決める。
ガガーリン・カップの決勝でSKAサンクトペテルブルグはアクバルス・カザンと対戦し、4勝1敗でアクバルスを破って初のガガーリン・カップを制した　,。このプレーオフで15試合に出場し、1ゴール1アシストを決めている。
2015年-2016年シーズンはNHLのシカゴ・ブラックホークスと1年契約で移籍した。SKAサンクトペテルブルクから一緒にブラックホークスに移籍したアルテミー・パナーリンの通訳代わりを当初は勤めていた。だがチームに適応して順調に結果を出していくパナーリンと対照的にチーホノフはまったく結果を出すことができず、出場11試合でポイント0であった。
2015年-2016年シーズン途中でアリゾナ・コヨーテズに移籍した,。
2016年7月18日、KHLのSKAサンクトペテルブルクと1年契約を締結したことを発表した。

## 詳細情報

### レギュラーシーズンとプレーオフでの成績
| 2004–05 | CSKA-2 モスクワ                  | RUS-3   | 59  | 21 | 28 | 49  | 24 | —  | —  | —  | —  | —  |
| 2005–06 | HC ドミトロフ                    | RUS-2   | 36  | 6  | 8  | 14  | 10 | —  | —  | —  | —  | —  |
| 2005–06 | HK ドミトロフ2                   | RUS-3   | 16  | 5  | 9  | 14  | 6  | —  | —  | —  | —  | —  |
| 2006–07 | セーヴェルスタル2 チェレポヴェツ | RUS-3   | 21  | 14 | 16 | 30  | 20 | —  | —  | —  | —  | —  |
| 2006–07 | セーヴェルスタル・チェレポヴェツ | RSL     | 4   | 0  | 0  | 0   | 0  | —  | —  | —  | —  | —  |
| 2007–08 | セーヴェルスタル・チェレポヴェツ | RSL     | 43  | 6  | 6  | 12  | 43 | 8  | 0  | 1  | 1  | 4  |
| 2008–09 | フェニックス・コヨーテズ         | NHL     | 61  | 8  | 8  | 16  | 20 | —  | —  | —  | —  | —  |
| 2008–09 | サンアントニオ・ランページ       | AHL     | 4   | 2  | 1  | 3   | 0  | —  | —  | —  | —  | —  |
| 2009–10 | サンアントニオ・ランページ       | AHL     | 18  | 2  | 6  | 8   | 12 | —  | —  | —  | —  | —  |
| 2009–10 | セーヴェルスタル・チェレポヴェツ | KHL     | 25  | 14 | 1  | 15  | 12 | —  | —  | —  | —  | —  |
| 2010–11 | サンアントニオ・ランページ       | AHL     | 60  | 10 | 23 | 33  | 26 | —  | —  | —  | —  | —  |
| 2011–12 | SKAサンクトペテルブルグ          | KHL     | 42  | 17 | 13 | 30  | 18 | 10 | 4  | 2  | 6  | 4  |
| 2012–13 | SKA サンクトペテルブルグ         | KHL     | 39  | 12 | 15 | 27  | 16 | 15 | 10 | 8  | 18 | 20 |
| 2013–14 | SKA サンクトペテルブルグ         | KHL     | 52  | 18 | 16 | 34  | 20 | 10 | 2  | 1  | 3  | 2  |
| 2014–15 | SKA サンクトペテルブルグ         | KHL     | 49  | 8  | 16 | 24  | 29 | 15 | 1  | 1  | 2  | 4  |
| 2015–16 | シカゴ・ブラックホークス         | NHL     | 11  | 0  | 0  | 0   | 6  | —  | —  | —  | —  | —  |
| NHL合計 | NHL合計                          | NHL合計 | 72  | 8  | 8  | 16  | 26 | —  | —  | —  | —  | —  |
| KHL合計 | KHL合計                          | KHL合計 | 207 | 69 | 61 | 130 | 95 | 50 | 17 | 12 | 29 | 30 |

### 国際大会での成績
| 年               | チーム           | 大会             | 結果             |    | GP | G  | A  | Pts | PIM |
| ---------------- | ---------------- | ---------------- | ---------------- | -- | -- | -- | -- | --- | --- |
| 2008             | ロシア代表       | U20世界選手権    | 3                | 7  | 5  | 2  | 7  | 6   |     |
| 2014             | ロシア代表       | ソチオリンピック | 5位              | 2  | 0  | 1  | 1  | 0   |     |
| 2014             | ロシア代表       | 世界選手権       | 1                | 10 | 8  | 8  | 16 | 10  |     |
| 2015             | ロシア           | 世界選手権       | 2                | 10 | 1  | 2  | 3  | 4   |     |
| ジュニア代表合計 | ジュニア代表合計 | ジュニア代表合計 | ジュニア代表合計 | 7  | 5  | 2  | 7  | 6   |     |
| フル代表合計     | フル代表合計     | フル代表合計     | フル代表合計     | 22 | 9  | 11 | 20 | 14  |     |